# جامع الفاروق (الأنبار)
جامع الفاروق من مساجد العراق الحديثة، ويقع في حي الأندلس في قضاء الرمادي في محافظة الأنبار، والجامع مستلم من قبل ديوان الوقف السني في العراق وحالتهُ مضبوطة، وبني في عام 1412 هـ/1992م، وشيد على نفقة المتبرع (فاروق فياض ثلج وعائلته)، وتبلغ مساحتهُ 300م2، ويحتوي على مكتبة تحوي أمهات الكتب الدينية، وفيه حرم متوسط الحجم تبلغ مساحته 250م2، وتعلوهُ منارة  حديدية بارتفاع 22م ، وتقام فيهِ صلاة الجمعة وصلاة العيدين والصلوات الخمس.